# Amephana dalmatica
Amephana dalmatica är en fjärilsart som beskrevs av Hans Rebel 1919. Amephana dalmatica ingår i släktet Amephana och familjen nattflyn. Inga underarter finns listade i Catalogue of Life.